# Чагвотер (Вајоминг)
Чагвотер (енгл. Chugwater) град је у америчкој савезној држави Вајоминг.

## Демографија
По попису из 2010. године број становника је 212, што је 32 (-13,1%) становника мање него 2000. године.
| Група             | 2000.       | 2010.       |
| Белци             | 224 (91,8%) | 196 (92,5%) |
| Афроамериканци    | 0 (0,0%)    | 1 (0,5%)    |
| Азијати           | 0 (0,0%)    | 0 (0,0%)    |
| Хиспаноамериканци | 12 (4,9%)   | 12 (5,7%)   |
| Укупно            | 244         | 212         |